# Berletzhausen
Berletzhausen ist ein Ortsteil des Marktes Kinding im oberbayerischen Landkreis Eichstätt in Bayern und ein Dorf.

## Lage
Berletzhausen liegt nördlich bzw. westlich des Anlautertales auf der Hochfläche der Südlichen Frankenalb im Naturpark Altmühltal. Vom Gemeindesitz Kinding ist der Ort drei Kilometer entfernt. Das Dorf ist auf Straßen von Enkering, Niefang und Erlingshofen aus zu erreichen.

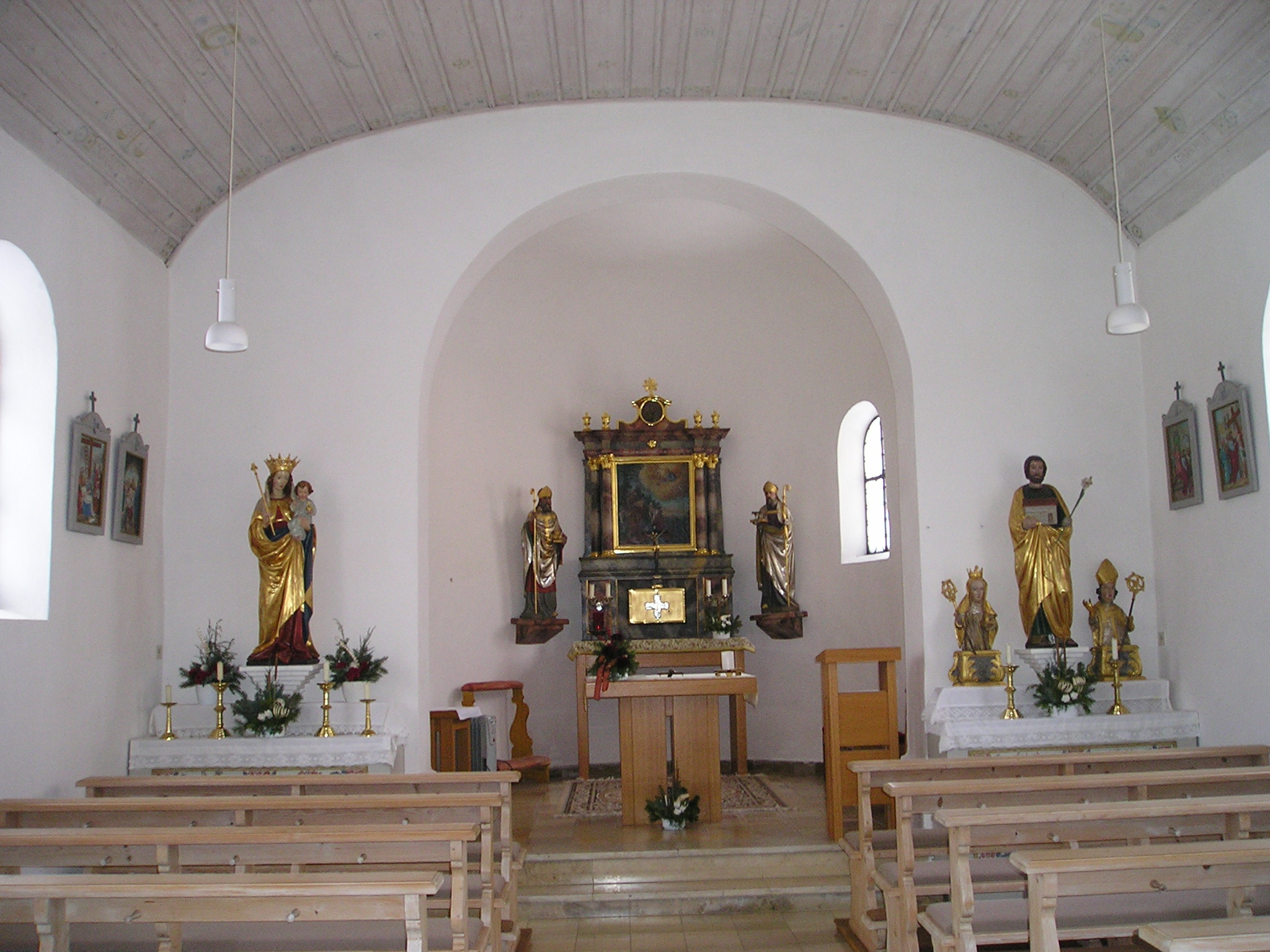
Innenansicht der Kapelle

## Geschichte
Bei Berletzhausen wurden 13 Grabhügel der Bronzezeit gefunden; das Eisenerzvorkommen in der Albüberdeckung dieser Gegend mag zu einer verhältnismäßig frühen und dichten Besiedelung beigetragen haben. Der Ort selbst ist erstmals 1349 erwähnt. Dort besaß Adelheid Prichsner einen Hof, den sie 1365 an den Ritter Heinrich von Absberg verkaufte. Ein Salbuch von 1546 erwähnt, dass zur nahen Herrschaft Rumburg acht Güter von Berletzhausen und der ganze Zehent von Berletzhausen gehörten.
1830 wurde die selbständige Gemeinde Berletzhausen mit ihren 72 Einwohnern mit Ilbling und Enkering zu einer Gemeinde zusammengeschlossen, die dem Herrschaftsgericht Kipfenberg im Leuchtenbergischen Fürstentum Eichstätt unterstand. Mit dem Ende dieses Fürstentums 1833 kam diese Gemeinde in den Kreis Mittelfranken des Königreichs Bayern.
1923 wurde der Ort elektrifiziert; den Strom bezog man zunächst von der Schlößlmühle, ab 1934 vom Fränkischen Überlandwerk. 1956 wurde eine Flurbereinigung durchgeführt. Bis vor wenigen Jahren wurde noch Hopfen angebaut. Als in den frühen 1970er Jahren durch Markierungsversuche der Einfluss von Dolinen auf das Karstwasser untersucht wurde, war auch die Doline (Dolinen-Katasternummer 7034/D) von Beretzhausen in das wissenschaftliche Programm mit einbezogen. Im Zuge der bayerischen Gebietsreform 1972 schloss sich die Gemeinde Enkering/Berletzhausen/Ilbling dem Markt Kinding im nunmehr oberbayerischen Landkreis Eichstätt an. 1983 gab es im Ort bei 57 Einwohnern zehn landwirtschaftliche Vollerwerbs- und drei Nebenerwerbsbetriebe. 2008/09 wurde die Gemeindeverbindungsstraße Enkering-Berletzhausen, im Zuge der Jura-Erschließung in den 1920er Jahren angelegt, neu gebaut (mit neuer Anlauterbrücke in Enkering). Von den zehn Hofstellen des Dorfes werden noch zwei als Vollerwerbsbetriebe geführt.
In Berletzhausen sind noch Häuser mit Legschieferdächern zu finden.

## Kapelle „Heilige Familie“
Ein Vorgängerbau wurde 1864 errichtet. Die jetzige katholische Ortskapelle wurde 1911 unter Verwendung des Zwiebelturmes des Vorgängerbaus barockisierend von Maurermeister Wittmann aus Enkering neu errichtet, wobei der alte Chor zur Sakristei umgestaltet wurde. Zur Ausstattung gehören spätgotische Figuren des hl. Wolfgang (Ende des 15. Jahrhunderts) und des hl. Leonhard, die beidseitig des viersäuligen Altars hängen. Auf dem linken Seitenaltar steht eine Muttergottesfigur, auf dem rechten Seitenaltar finden sich eine Figur des hl. Josef und die Büsten der Eichstätter Diözesanheiligen Walburga und Willibald. Die Holzdecke wurde nach 1945 vom Kirchenmaler Rudolf Pfaller mit „Werken der Barmherzigkeit“ gestaltet. In den 1990er Jahren wurde der Hochaltar verändert. Der Ort wird heute seelsorgerlich vom Pfarrer von Enkering versorgt.

## Sonstiges
Im Technikmuseum "Kratzmühle" steht eine Handkraftspritze der Berletzhauser Feuerwehr von 1887.